# Pussay
Pussay település Franciaországban, Essonne megyében. Lakosainak száma 2182 fő (2022. január 1.). Pussay Congerville-Thionville, Angerville, Chalou-Moulineux, Monnerville és Gommerville községekkel határos.

## Népesség
A település népességének változása:
| Lakosok száma | 2038 | 2165 | 2280 | 2200 | 2153 | 2106 | 2120 | 2169 | 2182 |
|               | 2013 | 2015 | 2016 | 2017 | 2018 | 2019 | 2020 | 2021 | 2022 |